# Джексон, Колин (футболист)
Ко́лин Макдо́нальд Дже́ксон (англ. Colin MacDonald Jackson; 8 октября 1946, Лондон — 6 июня 2015, Глазго) — шотландский футболист, известен по выступлениям за «Рейнджерс», с которым выиграл ряд национальных титулов.

## Биография

### Клубная карьера
Джексон в течение 19 сезонов играл за «Рейнджерс», в составе которого выиграл ряд национальных трофеев, среди которых было 3 чемпионских титула, 3 Кубка Шотландии, а также 5 Кубков шотландской лиги. Всего во всех турнирах Джексон сыграл за «Рейнджерс» 500 матчей.
Джексон не принимал участия в финальном матче Кубка обладателей кубков 1972 года с московским «Динамо» из-за травмы колена. Матч закончился победой «Рейнджерс» со счётом 3:2, который был признан итоговым из-за шотландских болельщиков, выбежавших на поле в концовке матча.
В 1982 году Джексон покинул «Рейнджерс» и играл за «Гринок Мортон» и «Партик Тисл», завершив в 1983 году карьеру игрока в «Мортоне».

### Карьера в сборной
За сборную Шотландии по футболу сыграл 8 матчей, в которых забил 1 гол.

### Смерть
Скончался 6 июня 2015 года в Глазго в возрасте 68 лет от лейкемии.

## Достижения
«Рейнджерс»
- Чемпион Шотландии (3): 1974/1975, 1975/76, 1977/78
- Обладатель Кубка Шотландии (3): 1975/76, 1977/78, 1978/79
- Обладатель Кубка шотландской лиги (5): 1970/71, 1975/76, 1977/78, 1978/79, 1981/82